# Ephippiomantis ophirensis
Ephippiomantis ophirensis es una especie de mantis de la familia Hymenopodidae.

## Distribución geográfica
Se encuentra en Sumatra.